# San Martino (Sarentino)
San Martino (Reinswald in tedesco) è una frazione del comune italiano di Sarentino nella provincia autonoma di Bolzano, in Trentino-Alto Adige.

## Geografia fisica
Il piccolo paese di San Martino si trova circa a metà e sulla sinistra orografica della Valle di Valdurna, parte della Val Sarentino in Alto Adige. Dista circa 6,85 km da Sarentino

## Storia
I primi insediamenti umani nella valle risalgono all'XI secolo o al secolo successivo mentre per la frazione di San Martino i tempi sono di poco successivi e il villaggio alpino venne menzionato quale Rineswalt per la prima volta nel 1177 in relazione ad un privilegio papale per l'abbazia di Novacella, vicina a Bressanone.

## Monumenti e luoghi d'interesse

### Architetture religiose
- Chiesa di San Martino[3]

### Aree naturali

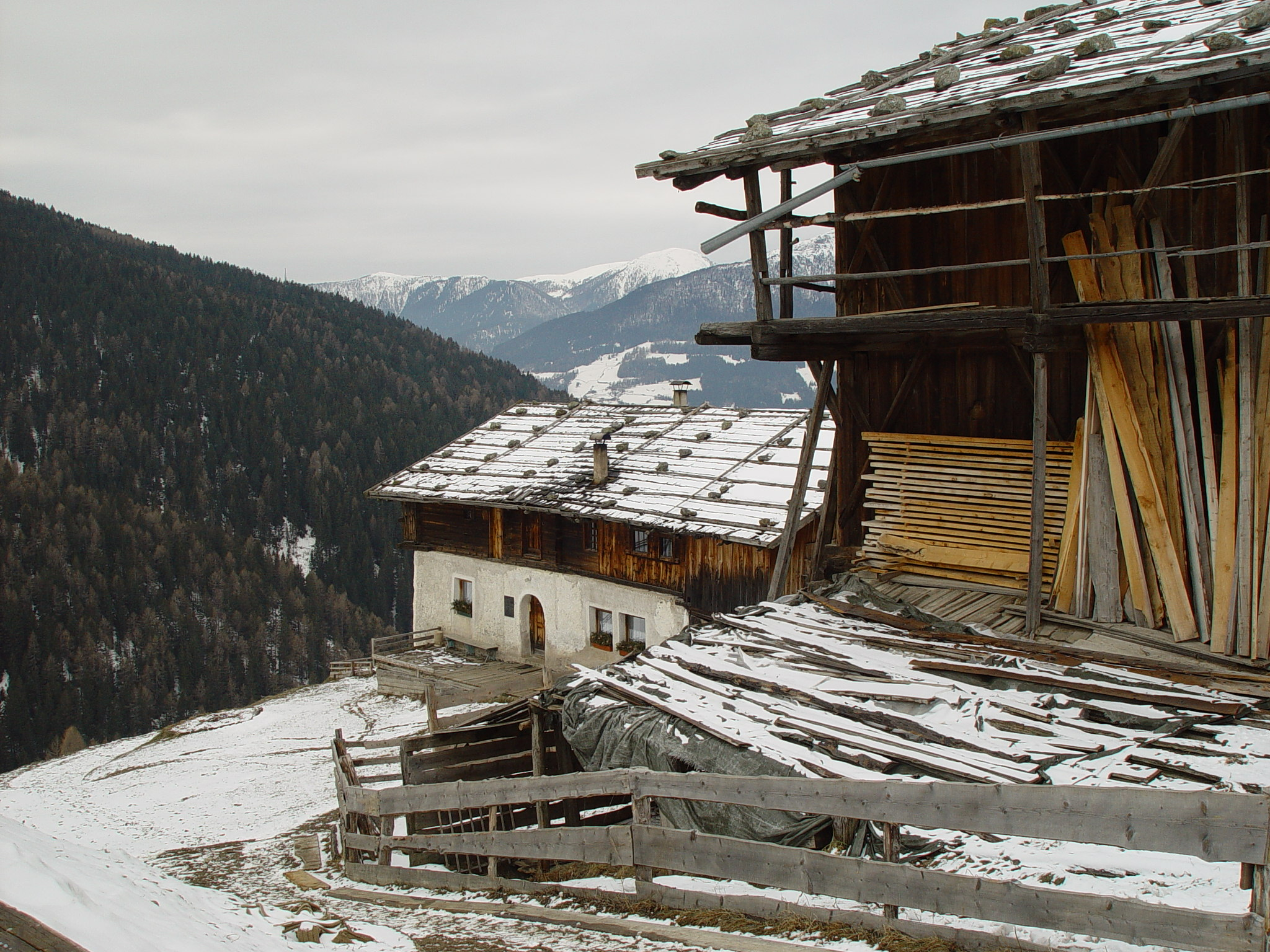
Azienda agricola locale.

- Valle dei Mulini (Mühlental)[4]

## Economia
Il paese alpino è conosciuto, grazie alle sue piste, come meta per appassionati di sci e snowboard e una cabinovia in loco raggiunge i 2.000 m di altitudine. 
L'economia locale è legata alle attività invernali, alla presenza sulla montagna di percorsi adatti alle visite escursionistiche nei mesi estivi e a luoghi di richiamo come la valle dei Mulini. Sono presenti diverse aziende agricole che si dedicano all'agriturismo